# Lusitano

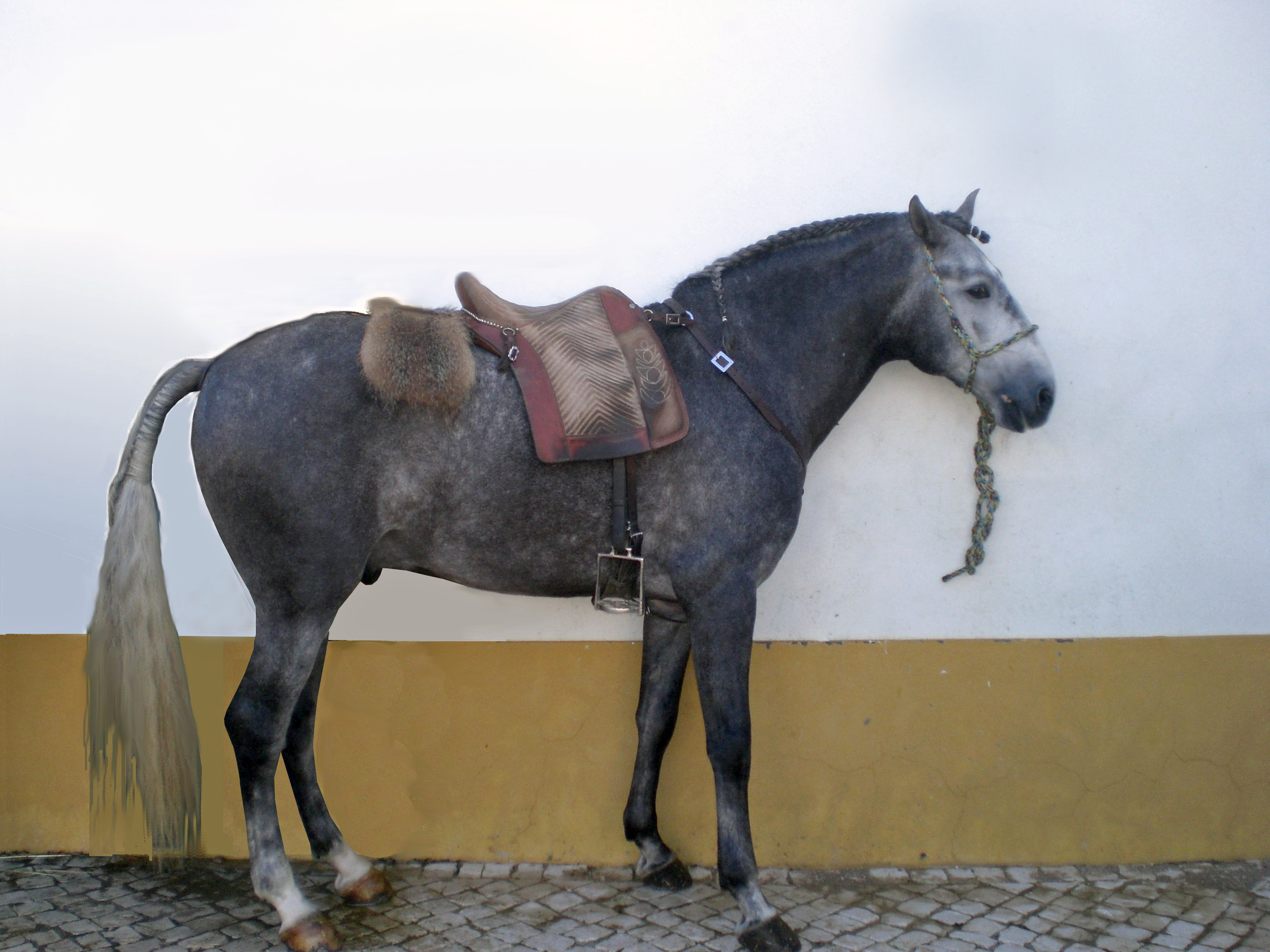
Koń rasy lusitano

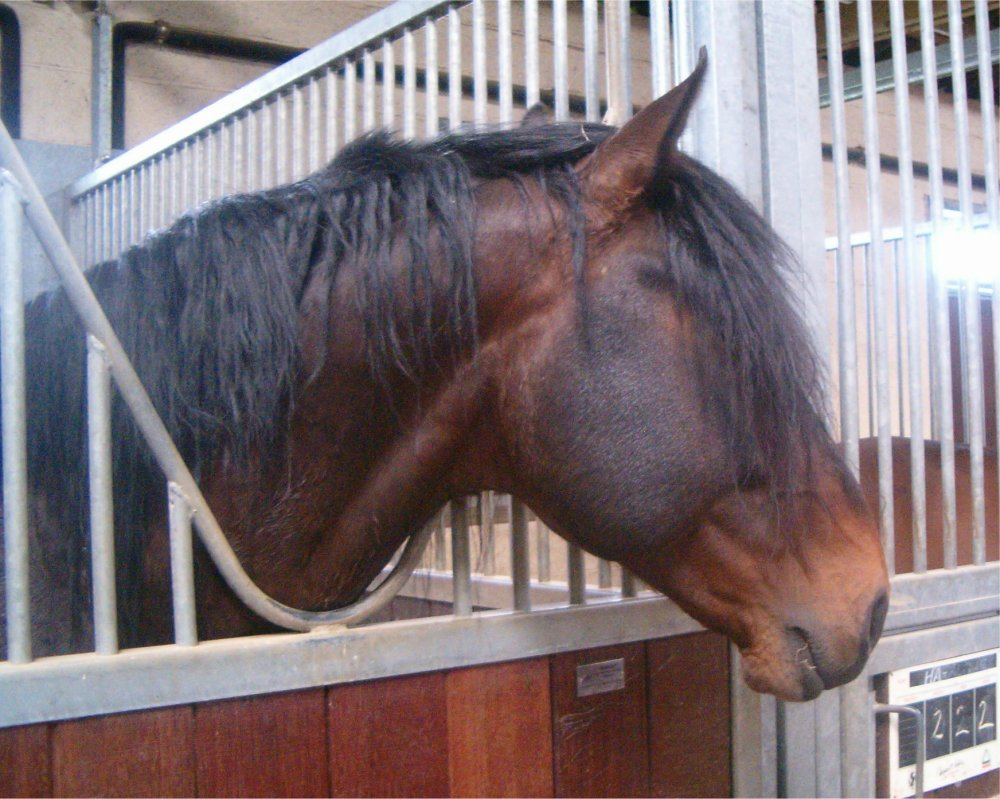
Głowa konia lusitano

Lusitano (koń luzytański)  – jedna z gorącokrwistych ras konia domowego, pochodząca z terenów Ribatejo i Alentejo w Portugalii. Lusitano to konie paradne, użytkowane w Wyższej Szkole Jazdy oraz w walkach z bykiem; podobne do koni andaluzyjskich.

Bardzo znanym koniem luzytańskim był Novilheiro, który zdobywał nagrody w zawodach skoków przez przeszkody najwyższej klasy, pod słynnym jeźdźcem Johnem Whitakerem.

## Pochodzenie
Konie lutyzańskie pochodzą od kuca Sorraia. Na skutek inwazji Maurów na Hiszpanię, rodzime konie połączyły się z krwią koni berberyjskich dosiadanych przez zbrojnych z Afryki Północnej. Przodkowie obecnych lusitano, jak i koni andaluzyjskich, nazywani byli dzianetami.

## Pokrój
Konie o profilu garbonosym, co wyraźnie odróżnia je od koni andaluzyjskich. Szyja „łabędzia”, łopatki dobrze zbudowane. Muskularny, ścięty zad umożliwia przeniesienie ciężaru konia na nogi tylne, co jest wymaganiem wyższej szkoły jazdy. Kończyny dosyć długie; suche i mocne. Wysokość w kłębie 150-160 cm. Występują wszystkie maści podstawowe, z przewagą siwej, gniadej i bułanej.

## Użytkowanie
Rasa powstała do użytkowania w powozach oraz na potrzeby armii. Współcześnie użytkuje się ją głównie jako konie rekreacyjne oraz ujeżdżeniowe. W Portugalii są też nadal użytkowane jako konie pracujące na ranczach lub w powozach.